# Eparchia jejska
Eparchia jejska – jedna z eparchii Rosyjskiego Kościoła Prawosławnego, z siedzibą w Jejsku. Jej ordynariuszem jest biskup jejski i timaszowski Serafin (Łopuchow).
Eparchia została erygowana na posiedzeniu Świętego Synodu Rosyjskiego Kościoła Prawosławnego 12 marca 2013 poprzez wydzielenie z eparchii jekaterinodarskiej i jako składowa metropolii kubańskiej. Należą do niej parafie w granicach rejonów briuchowieckiego, jejskiego, kalinińskiego, kaniewskiego, kuszczewskiego, leningradzkiego, primorsko-achtarskiego, staromińskiego, szczerbinowskiego i timaszowskiego Kraju Krasnodarskiego.
Eparchii podlegają trzy klasztory: pustelnia św. Katarzyny i św. Mikołaja w Lebiażnym Ostrowie, monaster Świętego Ducha w Timaszowsku i monaster św. Marii Magdaleny w stanicy Rogowskiej.

## Biskupi jejscy
- German (Kamałow), 2013–2018[7]
- Paweł (Grigorjew), 2018-2024[1][3]
- Serafin (Łopuchow), od 2024[3]